# 阪急電鉄のダイヤ改正
阪急電鉄のダイヤ改正（はんきゅうでんてつのダイヤかいせい）とは、阪急電鉄（阪急）が実施したダイヤ改正を一覧で示す。
なお、1997年より直通運転を実施している能勢電鉄のダイヤ改正についても、同社が阪急阪神東宝グループに所属していることと、宝塚本線の一支線的な路線の使命を有することから、本項の#宝塚本線系統・能勢電鉄のダイヤ改正の変遷の節で記述する。
参考文献や出典によって判明できるもののみ記載し、実施時期が不明なものは記述を割愛する。駅名・路線名・車両名については時系列で記載し、現存する路線のみならず、当時存在していた路線のダイヤ改正についても判明分のみ記述している。
相互直通運転先の山陽電気鉄道のダイヤ改正や、大阪市交通局時代の1969年より実施している大阪市高速電気軌道Osaka Metro堺筋線のダイヤ改正や、1968年4月7日より1998年2月14日まで実施し、一旦廃止するも、2010年10月1日より神戸高速鉄道の運営形態の変更で再度乗り入れが復活することとなった山陽電気鉄道のダイヤ改正（および2010年9月まで自社で鉄道を直接運営していた神戸高速鉄道東西線のダイヤ改正）については、阪急と関係している内容のみ簡潔に記述している。なお、2010年10月1日より阪急神戸高速線との間で線路共用を実施している阪神神戸高速線（両線とも同年9月30日までは神戸高速鉄道東西線）のダイヤ改正については、阪神電気鉄道のダイヤ改正も参照のこと。
本項では京都本線系統（大阪市交通局→Osaka Metro堺筋線を含む）と宝塚本線・能勢電鉄線系統、神戸本線系統（山陽電気鉄道本線を含む）と、3路線群に分けて述べる。

## 京都本線系統のダイヤ改正の変遷
京都本線及びその支線である千里線、嵐山線、相互直通運転を行うOsaka Metro堺筋線のダイヤ改正について述べる。神宝線については京都本線に関する内容のみ本節で記載するが、他の内容については路線別の節を参照。

### 1930年代

#### 1930年（昭和5年）10月1日改正
同年9月15日に新京阪鉄道が京阪電気鉄道に合併され、京阪電気鉄道の路線として初のダイヤ改正となった。
- 天神橋駅 - 京都西院駅間34分の直通特急を運行開始する。
  - 翌年3月31日に京阪京都駅まで1.4km延伸されても34分運転は維持された[1]。
  - 京阪京都駅までの延伸に伴い、中間駅となった京都西院駅は西院駅に改称した。

#### 1934年（昭和9年）4月改正
- 天神橋駅 - 京阪京都駅間に運行していた急行の一部を淡路駅で増解結し、十三線十三駅まで直通することで阪神急行電鉄（阪急）との連絡を図る阪急連絡急行を運行開始する。
  - 阪急も梅田駅 - 阪急神戸駅間で西宮北口駅のみに停車していた神戸線特急を十三駅に停車し、京阪十三線との連絡を図った[1]。

#### 1938年（昭和13年）10月改正
- 阪急連絡急行を廃止する[1]。

### 1940年代

#### 1941年（昭和16年）10月改正
- 阪急連絡急行を阪急連絡特急として復活する[1]。

#### 1944年（昭和19年）4月8日改正
前年10月1日に京阪電気鉄道（京阪）が阪神急行電鉄（阪急）と合併し、京阪神急行電鉄となった。既に十三駅の中間改札を廃止していたが、新京阪線から梅田への直通も開始することになる。
- 梅田発着で新京阪線に直通する京阪神京都駅への直通急行を運転開始。梅田駅発着と天神橋駅発着の各2両編成を淡路駅で増解結し、淡路駅 - 京阪神京都駅間は4両編成で運行した。
  - P-6の増解結機能を生かした列車であったが、のち天神橋駅発着が単行となったのち、梅田駅発着の単独運転となった。この直通急行は翌年6月の空襲で105-509の2両編成が淀川橋梁上で被災したのをきっかけに休止した[2]。

#### 1948年（昭和23年）8月11日改正
- 十三駅 - 阪急京都駅（現大宮駅）間の急行を梅田駅まで延長した。梅田駅乗り入れは1945年6月に休止されていたが、この改正で復活。30分間隔での運行[2]。

#### 1949年（昭和24年）12月3日改正
- 平日3往復、日曜祝日3.5往復で神戸本線の阪急神戸駅（のちの三宮駅、神戸三宮駅）-京都駅間で神京特急の運転を開始した。途中停車駅は西宮北口駅、十三駅、高槻市駅、西院駅[3]。
- 春の観光シーズンを前にした1950年3月21日からは、日祝日に京都から西宮北口経由で宝塚に向かう不定期特急2往復の運転も開始した。停車駅は西院・高槻市・十三・西宮北口・宝塚南口の各駅と、競馬開催時の仁川駅、所要時間は京都行き72分、宝塚行き73分。
  - 西宮北口駅では、神戸線下りホームに入線して客扱い後、一旦神戸側に引き上げて上り線へ転線、当時存在した神戸方面と宝塚方面を結ぶ渡り線を通って今津線に入線した。

### 1950年代

#### 1950年（昭和25年）4月1日改正
- この日のダイヤ改正から、3月13日に嵐山線の上桂駅、松尾駅に整備された交換設備の使用を開始する[4]。

#### 1950年（昭和25年）10月1日改正
- 天神橋駅（現天神橋筋六丁目駅） - 阪急京都駅間で特急が復活した[5]。神京特急と異なり高槻市駅も通過し、ノンストップ運行で全区間の所要時間は36分。
  - 梅田駅 - 十三駅間の線路容量の関係上、特急は天神橋発着となった。
- 梅田駅 - 阪急京都駅間の急行の所要時間を48分に短縮。途中停車駅は十三駅、淡路駅、茨木市駅、高槻市駅、桂駅、西院駅。

#### 1951年（昭和26年）4月1日改正
- 神戸駅発着、宝塚駅発着の特急に加えて天神橋駅発着の特急も高槻市駅に停車を開始した。
- 日中は急行の運転間隔を30分から15分に短縮。
- この年の10月には電力不足から利用率の低い列車の減便を実施。神京特急の運行を取りやめた。

#### 1952年（昭和27年）10月1日改正
- 天神橋駅発着の特急の停車駅に西院駅を追加したが、特急の所要時間は36分を維持。

#### 1953年（昭和28年）4月1日改正
- 梅田駅 - 阪急京都駅間の急行の所要時間を48分から45分に短縮。

#### 1953年（昭和28年）7月20日改正
- 天神橋駅発着の特急の利用が伸びず、日中の特急運行を取りやめ。

#### 1956年（昭和31年）4月16日改正
南方駅 - 崇禅寺駅間の旧東海道本線線路敷との分岐点にある曲線の緩和工事が完了したことを受けて、特急を天神橋駅発着から梅田駅（現・大阪梅田駅）発着に変更。大阪側のメインターミナルは梅田駅となった。
- 梅田駅 - 阪急京都駅間に特急を新設[6]、30分間隔運行。十三駅通過の全区間ノンストップ運転で、所要時間は38分[6]。

#### 1957年（昭和32年）10月1日改正
- 夜間時間帯に特急を増発。
- 深夜時間帯に十三駅 - 千里山駅間の普通を梅田駅まで延長。

#### 1959年（昭和34年）2月18日改正
梅田駅 - 十三駅間の三複線化工事が完成した。ただし、中津駅にホームは設けられておらず、当路線は全列車通過となるとともに、架線電圧は神戸本線・宝塚本線と同じ600 V（ボルト）であった。
- 十三駅 - 千里山駅間の普通を梅田駅発着に延長[7]。
- 特急を増発。
- 平日夕方の急行の一部が特急待避のため、長岡天神駅に停車。
- この時点では十三駅と梅田駅3号線に宝塚本線から新設された京都線用の複線に入る渡り線が設けられ、宝塚本線の急行・準急の一部もこの複線を使用していた[8]。

### 1960年代

#### 1961年（昭和36年）1月16日改正
- 「特急」が十三駅に追加停車し、神戸本線・宝塚本線との接続が改善[5]。
- 「通勤特急」を平日朝ラッシュ時に新設した。途中停車駅は十三駅と高槻市駅。
- 平日朝の急行の一部が長岡天神駅に停車。これにより、平日の朝夕ラッシュ時に急行が長岡天神駅に臨時停車することになった。

#### 1963年（昭和38年）6月17日改正
大宮駅 - 河原町駅（現京都河原町駅）間が延伸開業。
- 特急の途中停車駅は十三駅・大宮駅・烏丸駅となった。従来30分間隔であった特急を15分間隔へと増発した[9]。
  - 同年に京阪特急が淀屋橋駅への乗り入れを果たしたこともあり、翌1964年（昭和39年）には京阪特急同様の2扉転換クロスシート車である2800系が特急に導入された[10]。
- 改正直後の8月29日に千里山線の延伸区間である千里山駅 - 新千里山駅間が開業した。新千里山駅は1号線にホームがなく、2号線と3号線による島式1面3線のホームであった[11]。

#### 1965年（昭和40年）7月22日改正
- 梅田駅 - 河原町駅間の特急の所要時間を3分短縮し、39分とする。
- 急行、普通も一部で時間短縮した。

#### 1967年（昭和42年）3月1日改正
千里線（旧・千里山線）の新千里山駅 - 北千里駅間開業による変更。
- 千里山線を千里線に、途中駅となった新千里山駅を南千里駅に、それぞれ改称した。
- 南千里駅は1号線に片面ホームを設置し、2面3線になった。ただし、3号線は定期列車では使われなくなる[11]。
- 北千里駅に引上線はなかった[12]。

#### 1969年（昭和44年）12月6日改正
千里線と大阪市営地下鉄堺筋線（天神橋筋六丁目駅-動物園前駅間）との相互直通運転を開始したことによるダイヤ改正。
- 高架駅だった千里線の天神橋駅を廃止し、地下に天神橋筋六丁目駅を開業。同駅は大阪市交通局（当時）の管理となる。
- 東吹田検査場が京都本線の相川駅 - 正雀駅間に設けられたため、同区間の下り線に東吹田信号所を新設。
- 普通の運転系統を大幅に変更した。昼間の場合、改正前は梅田駅 - 北千里駅間、天神橋駅 - 北千里駅間、天神橋駅 - 河原町駅間、十三駅 - 茨木市駅間での運転から、改正後は梅田駅 - 北千里駅間、動物園前駅 - 北千里駅間、動物園前駅 - 高槻市駅間、十三駅 - 河原町駅間での運転に変更した。
  - 天神橋筋六丁目駅（改正前は天神橋駅）と上牧駅以遠の京都方面を結ぶ普通列車はいったん廃止される。
  - これにより、茨木市駅 - 高槻市駅間の普通列車は毎時4往復から毎時8往復に増発された。
- 開通直後に撤去されていた相川駅の待避線のうち、大阪方面の待避線が復活する。同駅は下りのみ待避可能な2面3線となった[12]。
- ダイヤ改正に先立つ11月30日には梅田駅（旧駅）の宝塚線ホームを新駅に移転、移転前の宝塚線ホーム4号線を転用し、京都線の梅田駅（旧駅）ホームを一時的に2線から3線に増設。翌年に開かれる大阪万博への輸送に対応するため。

### 1970年代

#### 1970年（昭和45年）大阪万博開催中の臨時ダイヤ
3月から約半年間、千里線沿線の千里丘陵一帯で日本万国博覧会（大阪万博）が実施された。阪急グループの北大阪急行のほか、千里線に万国博西口駅を仮設して千里線・京都本線でも観客輸送を実施した。3月8日には南茨木駅が常設駅として京都本線に開設されている。
- 梅田駅・動物園前駅 - 北千里駅間に「エキスポ準急」、高速神戸駅・宝塚駅（宝塚本線経由） - 万国博西口駅間に「エキスポ直通」を運行した[13]。詳細は「阪急千里線#臨時列車」や「大阪万博の交通」を参照。
  - これら臨時列車の運行などに対応するため、北千里駅の北側に引上線を新設した[12]。
- 日中の特急を平日は淡路駅、休日は茨木市駅に臨時停車した。
- 千里線のほか、南茨木駅、茨木市駅から会場へのバスと連絡した。
- 閉幕後、梅田駅の京都線ホームは再度2線に縮小した。翌1971年（昭和46年）には当路線の乗り場は高架ホームに移転し、2・3号線が設置された。

#### 1971年（昭和46年）11月28日改正
京都線の梅田駅ホームを旧駅から新駅に移転。ただし旧駅同様2線のみの移転で、1号線の工事は継続された。これにより営業キロが短縮された。折りしも国鉄（当時）は1970年10月1日ダイヤ改正で日中1時間間隔ながら「新快速」の運転を開始、京阪も1971年8月15日白紙ダイヤ改正で初代3000系特急車を投入し、特急の日中以降15分間隔への増発が行われたこともあり、阪急では特急の所要時間短縮と2800系の冷房化改造が行われた。
- 昼間の特急の所要時間を39分から38分に短縮した。これが京都線特急の最速記録となる。
- 100系（P-6）の急行運用終了、営業キロ短縮により、急行もスピードアップされた。

#### 1973年（昭和48年）11月23日改正
梅田駅移転工事が完成し、1号線が設置された。神戸本線・宝塚本線同様、当路線の梅田駅ホームが3線となる。
- 京都本線系統の普通列車が、千里線直通普通と同様に原則梅田駅発着（本改正以前で梅田駅発着京都本線淡路以東に入る普通列車は早朝・深夜の入出庫関連の運用のみであった）となり、十三駅7号線で折り返す普通がわずかとなる[14]。
- 千里線に山田駅が開業した[11]。

#### 1976年（昭和51年）9月23日改正
- 十三駅発着の普通列車が完全に廃止された。廃止直後に十三駅7号線が撤去されている[14]。
- 相川駅に京都方面の待避線（1号線）が復活。開業当初と同じ、上下線とも待避可能な2面4線の待避駅に戻る[4]。

#### 1979年（昭和54年）3月4日改正
堺筋線への直通運転を大幅に増強した。
- 平日朝夕を除く急行が長岡天神駅を通過していたが、この改正よりすべての急行が同駅に停車するようになった[15][注釈 1]。
- 堺筋線直通列車が開業当初の5両編成から6両編成に増強された。
- 大阪市営地下鉄堺筋線直通の「堺筋急行」が設定された。平日朝の動物園前行き、夕方の河原町行きが約30分間隔。運行を開始したのは平日である3月5日から。
  - 堺筋線では改正以前は5両編成が、改正後も他の列車は6両編成で運行されていたが、堺筋急行は梅田駅発着の急行と同じく全列車8両編成での運転となる。
- このダイヤ改正時に確立した朝夕のダイヤパターンは2007年（平成19年）3月のダイヤ改正まで基本的に引き継がれている[16]。

### 1980年代

#### 1982年（昭和57年）11月27日改正
- 平日朝の通勤時間帯に茨木市駅発梅田行き「準急」を3本新設した[17]。停車駅は淡路駅 - 梅田駅間の各駅[注釈 2]。
- 茨木市駅、高槻市駅の高架化工事の進展による徐行運転の影響で、特急をスピードダウンした。
  - 昼間の梅田駅 - 河原町駅間は38分から42分に4分伸びた。
- 仮線用地の確保などを行うため、高槻市駅の上り副本線の使用を中止した。代替として富田駅に設置した上り通過線・待避線の使用を開始している。
- 通勤特急を増発。
- 改正に先立ち、河原町駅の2号線を5両編成対応から7両編成対応に延伸し、8月20日より供用開始。

#### 1985年（昭和60年）11月18日改正
- 朝ラッシュ時「急行」の10両連結運転が開始される。当時は上下とも2列車が設定された。
  - 1982年3月29日からは宝塚本線「急行」、同じ1985年の11月18日に神戸本線「特急」でも同時に10両編成での運転が開始された。

#### 1986年（昭和61年）12月14日改正
- 所要時間の短縮など。

#### 1988年（昭和63年）12月19日改正
- 上下の急行2本を10両編成で運行。
- 深夜時間帯において、高槻市行きの急行を1本増発。

#### 1989年（平成元年）12月16日改正
- 平日に限り、昼間時間帯の運転間隔を15分サイクル（特急・急行各1本、普通2本）から20分サイクル（特急1本、急行2本。普通は梅田発着が2本、千里線・堺筋線直通が各1本）に変更[18]。
- 毎時4往復だった平日昼間の特急と千里線普通を3往復（20分間隔）に減便、急行と本線普通を6往復（約10分間隔の不等間隔[注釈 3]）へ増発した。
- 普通の8両運転を開始。

### 1990年代

#### 1991年（平成3年）12月22日改正
- 平日深夜時間帯に増発を行った。

#### 1993年（平成5年）2月21日改正
大阪市営地下鉄堺筋線天下茶屋延伸にあわせたダイヤ改正。
- 堺筋急行を含む堺筋線直通系統の全列車の運転区間を天下茶屋駅まで延長した。なお、開業前日の3月3日までは動物園前駅 - 天下茶屋駅間は回送扱いだった。
- 堺筋急行はすでに8両編成で運行していたが、堺筋線直通の普通列車も6両編成から8両編成へ順次増強した。
- 高槻市駅・茨木市駅の高架化完成に伴い、特急・急行の所要時間を短縮した。上り特急の所要時間は39分と再び40分を切っている。
- 土曜ダイヤを導入した。

#### 1997年（平成9年）3月2日改正
特急の京阪間ノンストップ運転を取りやめた。
- 「特急」が高槻市駅に停車。これに伴い停車駅が同じとなった「通勤特急」の設定を休止。
- 梅田駅20時00分発以降の特急は30分間隔で運転していたが、20時台は15分間隔に増発した。
- 平日朝ピーク時に普通茨木市発天下茶屋行きを1本新設し、ピーク1時間あたりの最混雑区間（上新庄駅→淡路駅間）の運転本数が25本から26本に増加。
- 平日日中に「快速」を新設。停車駅は当時の急行停車駅と高槻市駅から河原町駅間の各駅（十三駅・淡路駅・茨木市駅・高槻市駅から各駅）。梅田駅 - 長岡天神駅間で先着するため、この区間の先着列車が毎時9往復となった。
  - これに伴い、同時間帯は梅田駅 - 河原町駅間の普通を20分サイクルに2本から1本に半減した。なお、快速河原町行きは河原町駅からは普通、普通河原町行きは河原町駅からは快速として折り返した。
- 「（旧）快速急行」が平日の特急が運転されない時間帯に設定された。停車駅は、当時の特急の停車駅に桂駅を加えた十三駅・高槻市駅・桂駅・大宮駅・烏丸駅であった。
  - これまでの特急の7時44分梅田始発より早い朝の7時12分発と、梅田駅21時30分発から23時00分発まで4本（30分間隔）の5本。桂で普通と接続するため、桂駅に加えて梅田方面から西京極・西院の通過駅へも所要時間が短縮した。
- 堺筋線では土曜・休日ダイヤが実施された。京都本線・千里線・嵐山線でも土曜ダイヤを変更し、朝の通勤時間帯以外はベースを平日ダイヤから日曜・祝日ダイヤに変更した。
  - 土曜日の特急は15分間隔に増発、急行は15分間隔に減便されて1989年以前と似たダイヤに戻った。快速は設定されず、朝の準急が高槻市発となり、普通正雀行きも設定された。

### 2000年代

#### 2001年（平成13年）3月24日改正
日中のダイヤについて白紙改正を実施。土休日も含めて日中は20分サイクル（特急・急行は10分間隔）での運行に統一される。
- 「特急」の停車駅に茨木市駅・長岡天神駅・桂駅が追加され、大宮駅が外された[19]。日中のみ10分間隔での運行となった。
- 平日朝には、「特急」の代わりに「通勤特急」が1997年までと同じ停車駅（十三駅・高槻市駅・大宮駅・烏丸駅）で再び設定され、15分間隔で運転された。
- 「快速特急」が、土曜・休日の朝（平日にも一部運転）および全日の夕方・夜間の時間帯に設定された。（旧）「快速急行」を改称したもので、停車駅は十三駅・高槻市駅・桂駅・大宮駅・烏丸駅で、（旧）「快速急行」と同じであり、「通勤特急」の停車駅に桂駅を加えたものである[20]。2002年から平日は大阪寄り5両目が女性専用車両となった。
- 従来の「急行」は「（新）快速急行」に改称した。夕方時間帯の河原町行き堺筋急行は引き続き、高槻市駅からも通過運転するため「堺筋快速急行」に変更。
- 「快速」の停車駅に南茨木駅を加え、新たな「急行」を運転開始。日中は梅田駅発着で上りは高槻市駅と桂駅、下りは桂駅と茨木市駅で特急と連絡した。平日朝には堺筋線直通の河原町駅・高槻市駅発天下茶屋行きを運行し、堺筋線内の各駅に停車している。
- 日中の普通は上りが淡路駅で特急、相川駅で急行、茨木市駅で特急を待避し、下りが相川駅で特急と急行の2重待避を行った。
- 河原町駅2号線を除く全駅のホーム有効長が8両または10両対応となり、6両編成の運用を休止。
- 行楽期には従来の「嵯峨野エクスプレス」を廃止し、「急行」の高槻市以東を大宮駅、烏丸駅に停車する形で臨時特急「いい古都エクスプレス」を運転開始した。

#### 2003年（平成15年）3月16日修正
洛西口駅開業に伴う京都本線のダイヤの一部修正、千里線、嵐山線の発着時刻の変更。

#### 2007年（平成19年）3月17日改正
従来の15分サイクルダイヤを踏襲していた朝夕ラッシュ時のダイヤについて白紙改正を実施。
- 「特急」の停車駅に淡路駅が追加され、千里線・堺筋線と京都方面との利便性が向上した。
- 「快速特急」の運行を休止し、「通勤特急」に統合[16]。
- 「通勤特急」の停車駅に長岡天神駅・桂駅・西院駅が加わったが、平日朝の梅田行きは所要時間が1分短縮した。同時間帯の快速急行は9分短縮している[16]。
- 「急行」は南方駅・上新庄駅に停車する「準急」に変更された。堺筋急行・堺筋快速急行も堺筋準急に変更されている[16]。
  - 急行は日中、上下とも相川駅で普通を追い越していたが、準急は、上りは茨木市駅、下りは正雀駅で普通を追い越すダイヤとなった。
- 平日夕方に新設された梅田発の準急は淡路駅で通勤特急の通過待ちを行い、長岡天神駅で快速急行と連絡した。
- 平日夕方は、堺筋準急茨木市行きと快速急行河原町行きが淡路駅で連絡するダイヤとなった。
  - このため、淡路駅から京都方面への先着列車は毎時3本の快速急行のみとなり、乗客の集中が見られた。改善のため、次回改正では「快速」が設定されることとなる。

### 2010年代

#### 2010年（平成22年）3月14日改正
摂津市駅の開業とATS装置の更新完了によるダイヤ改正。茨木市駅が全定期列車の停車駅となった。
- 特急車の9300系統一により、「通勤特急」「特急」の最高速度を115 km/hに引き上げた。特急の所要時間が短縮した。
- 「通勤特急」の停車駅に茨木市駅が追加された[16]。
- 茨木市駅発河原町行き「快速急行」を梅田駅発とし、この快速急行と連絡していた準急茨木市行きを廃止。
- 「快速」を定期列車として新設した。早朝の梅田行きと平日夕方18 - 20時台の河原町行き7列車。
  - 快速は、祇園祭・天神祭の臨時列車や、終夜運転でも運行されるようになった一方、春秋行楽期の臨時快速「いい古都エクスプレス」の運転は取りやめられた。
- 茨木市駅発梅田行き「準急」を「普通」に変更。
- 夕方の「堺筋準急」茨木市行きを高槻市行きに延長。淡路駅での快速急行との連絡を取りやめ、高槻市駅で後続の通勤特急に連絡するよう変更。
- 春秋行楽期の嵐山線直通臨時列車の種別として「快速特急」を再設定。高速神戸・宝塚（今津線経由）発着の嵐山線直通臨時列車を「直通特急」として新設。
- なお、この改正のプレスリリース内では、土休日昼間における堺筋線と京都本線の接続改善、直通運転の実施などを目的としたダイヤの見直しの検討[22]など、次回のダイヤ改正内容が予告されていた。

#### 2011年（平成23年）5月14日改正
土休日ダイヤのみ改正。
- 観光列車「京とれいん」による「快速特急」が、梅田駅 - 河原町駅間に1日4往復設定[23]。
  - 茨木市駅、高槻市駅、長岡天神駅を通過する定期列車が復活した。
- 日中の準急の半数が天下茶屋発着の堺筋準急となる[23]。これに合わせて堺筋線内の折り返し列車が廃止されており、梅田駅 - 淡路駅間と堺筋線内の運転本数が毎時3本ずつ減らされている（それぞれ毎時18往復から15往復、12往復から9往復）。
- 堺筋準急とは別に天下茶屋駅から京都河原町行きの普通も朝1本のみ設定された。
- 嵐山線直通臨時「直通特急」に天下茶屋発着の列車を新設、梅田発着は1往復に削減。

#### 2013年（平成25年）12月21日改正
西山天王山駅開業に伴うダイヤ改正。
- 朝ラッシュ時間帯（7時台）の北千里発 天下茶屋ゆき「普通」1本を、北千里発 梅田ゆき「普通」に変更。
- 夕ラッシュ時間帯の「（堺筋）準急」高槻市行きを河原町駅まで延長運転。大阪市内中心部から、上牧以遠への利便性向上と混雑平準化を図った。また、淡路駅では梅田発北千里行き「普通」と接続し、梅田・十三方面から茨木市・高槻市方面への有効本数が1時間あたり3本増加。
  - 堺筋準急はすべて河原町発着となったが、この時点では梅田発の準急高槻市行きが存続した。
- 夕方時間帯の上り通勤特急・快速急行・快速と準急・普通の接続駅を茨木市駅・高槻市駅・長岡天神駅に統一。快速急行の所要時間が短縮した。
- 23時30分河原町発の「普通」梅田行き最終列車を5分繰り上げて23時25分発に変更。淡路駅で天神橋筋六丁目ゆき「普通」に、また 、十三駅では神戸線・西宮北口行きと宝塚線・雲雀丘花屋敷行き「普通」の最終列車に接続した。
- 河原町23時30分発「快速急行」高槻市行きを運行し、長岡天神駅で上記の普通梅田行きと接続させた。
- 地下鉄堺筋線では大阪市交通局として最後のダイヤ改正が行われ、最終列車の時間を延長した。23時25分・23時42分 北千里発「普通」天神橋筋六丁目行きは天下茶屋行き、24時14分天神橋筋六丁目発淡路行きと24時32分発正雀行きは天下茶屋発に変更した。これに伴い、天神橋筋六丁目発着の千里線列車は早朝の淡路発、北千里行きと夜間の北千里発の下り2本、上り1本に減少した。
- 土休日夜間と平日にも天下茶屋発京都河原町行きの普通が設定された。平日は夕方1本のみの運転で、堺筋線内を4分後に走行する堺筋準急（上り1本目）を茨木市駅で待避した。

#### 2019年（平成31年）1月19日改正
淡路駅付近での混雑緩和、利便性向上がメインのダイヤ改正を実施した。Osaka Metroは民営化後では初となるダイヤ改正となった。
- 平日朝に淡路駅7時台の快速急行は上りが5本から8本に増発された。うち1本は増発し、2本は通勤特急が淡路に追加停車して快速急行に変更されている。
- 上新庄・相川・正雀で下車する学生の利用が集中する淡路駅朝8時台に天下茶屋発「普通」正雀行きを1本増発。
- 淡路からの北千里行きも学生の利用が集中する朝8時台・10時台に1本ずつ増発し、9時台は1本削減した。
  - この前後の梅田発・天下茶屋発の普通の行き先を変更し、平日朝に2本、堺筋線からの普通京都河原町行きが設定された。いっぽう、改正前の平日夕方にあった同区間の普通1本は茨木市止まりとなった。
- 下り梅田行き「快速急行」「準急」を1本ずつ増発した。
- 上下とも朝ラッシュ時の桂駅での連絡を廃止。
- 平日日中のダイヤパターンを変更し、準急は上下とも高槻市駅と桂駅で特急と連絡。同時間帯の普通は上りは相川駅・茨木市駅は特急と準急、下りは茨木市駅で特急と準急、相川駅で特急を待避。
- 17時台から21時台の通勤特急梅田行きを茨木市駅で「準急」梅田ゆきと接続させ、河原町方面から淡路駅における千里線・地下鉄堺筋線への乗り継ぎ利便性を向上させた。それ以降の通勤特急はすべて快速急行に変更。
- 平日のみ梅田駅8時20分発と20時22分発の普通茨木市行きが設定される。
- 平日夕方（淡路駅18-20時台）の堺筋線からの普通高槻市行き4本が茨木市止まりとなり、総持寺駅・富田駅への停車本数が毎時9往復から日中と同じ毎時6往復に削減された。
- 土休日の快速特急を3往復増発し、「京とれいん」を使用する十三駅通過の「快速特急A」を新設した。
- 快速特急4往復に3月23日から「京とれいん 雅洛」を投入した。
- 近年の外国人旅行客増加に伴い、土曜休日ダイヤの天下茶屋発河原町行き列車を22本から29本（普通含む）に増便した。これに伴い、堺筋準急が増発され、夕方の梅田駅発着の準急が減便された。休日夜間にも新たに河原町発の普通天下茶屋行きが新設されている。
- 土曜休日ダイヤの昼間時間帯（10時 - 18時）は天下茶屋駅の1番線を降車専用ホーム、2・3番線を乗車専用ホームにして乗降分離による混雑緩和を図った。

### 2020年代

#### 2021年（令和3年）3月13日改正
阪急全線における終電の繰り上げが実施され、当路線でも大阪梅田駅・京都河原町駅発の終電の一部を繰り上げた。
- 大阪梅田駅から十三駅 - 正雀駅間の終電は0時10分発普通高槻市行きになった[27]。
- 京都河原町駅から相川駅‐大阪梅田駅間の最終は23時15分発快速急行大阪梅田行き（高槻市駅で普通大阪梅田行き最終に連絡）、京都河原町駅から桂までの各駅の終電は0時15分発普通桂行きとなる[27]。
  - それまでの最終列車は旅客扱いを行わない回送列車に変更。ただし、千里線・堺筋線からの直通列車は変更なく、上記の大阪梅田発高槻市行きより後の運転となる。

#### 2022年（令和4年）12月17日改正
2022年12月17日ダイヤ改正では、以下のように変更。
- 10両編成で運転されていた列車を全て8両編成に変更。
- 女性専用車両を設定する列車を神宝線に合わせて通勤特急に統一（日中の特急での設定を終了）。
- 快速急行を準特急に改称し、平日朝・夕時間帯の運転本数を増やす（通勤特急は朝時間帯のみ運転）。淡路駅に停車する列車を増やすことで、千里線・堺筋線の利用客の利便性を向上。
- 快速の停車駅に西京極駅を追加し、急行に改称。運行時間帯は平日・土休日の早朝・深夜。
- 21時・22時台の運転間隔を10分から12分に変更する。
- 深夜時間帯の運転見直し。終電の繰り上げ。
- 快速特急A「京とれいん」の運転を取りやめ。1日4往復の快速特急のみの運行に変更。

## 宝塚本線系統・能勢電鉄のダイヤ改正の変遷

### 1960年代

#### 1969年（昭和44年）11月30日改正
- 8両編成での運転開始[30]。

### 1970年代

#### 1978年（昭和53年）5月14日改正
- 朝ラッシュ時に雲雀丘花屋敷発の区間急行2本、普通1本をそれぞれ増発[31]。
- 夕ラッシュ時において、池田行きの普通を雲雀丘花屋敷に延長[31]。
- 平日ダイヤにおいて、宝塚行きの急行の最終時刻を繰り下げ[31]。
- 7両編成の列車を全て8両編成に変更[31]。

### 1980年代

#### 1980年（昭和55年）10月26日改正
池田駅付近高架化工事に伴うダイヤ改正。
- 徐行運転による運転時刻の変更[32]。
- 池田駅の折り返し線が使用不可になったことにより、池田発着の普通を雲雀丘花屋敷に延長[32]。

#### 1982年（昭和57年）3月29日改正
- 朝ラッシュ時の上り雲雀丘花屋敷発の急行2本が10両編成で運行[33]。

#### 1986年（昭和61年）12月14日改正
池田駅付近高架化工事の完成とそれによる折り返し線復活および豊中市内連続立体交差事業の進展に伴うダイヤ改正。
- 昼間時の梅田～宝塚間の普通の運行を取りやめ、梅田～池田間普通3本、梅田～雲雀丘花屋敷間普通3本が設定された[34]。
- 昼間時は普通と急行による10分間隔での運行に変更[34]。
- 昼間時には急行が終日豊中駅に停車[34]。

#### 1988年（昭和63年）12月18日改正
- 朝ラッシュ時における急行上下2本が10両編成で運行。

### 1990年代

#### 1991年（平成3年）4月7日改正
- 普通の増発と最終列車の繰り下げ。

#### 1992年（平成4年）12月20日改正
- 宝塚発の急行2本が10両編成で運行(雲雀丘花屋敷で増結)[35]。
- 最終列車の繰り下げ[35]。
- 土曜ダイヤの導入[35]。

#### 1993年（平成5年）12月20日改正
- 宝塚発の急行2本を10両編成で運行[35]。
- 池田発着の普通2本を雲雀丘花屋敷発着に変更[35]。

#### 1995年（平成7年）6月4日改正
- 平日のみ特急を新設し、朝夕ラッシュ時に運行（朝ラッシュ時の特急のみ10両編成）[36]。
- 8両編成の急行が全て豊中駅に停車。

#### 1997年（平成9年）11月16日改正
川西能勢口駅付近連続立体交差事業の完成に伴い、宝塚本線と能勢電鉄の両方でダイヤ改正。
- 川西能勢口駅3号線の使用を開始、宝塚本線と能勢電鉄の対面乗り換えを可能とする[37]。
- 平日のみ能勢電鉄日生線直通の特急「日生エクスプレス」を新設し、朝に上り3本、夕方に下り3本を運行[37]。
- 10両編成の列車も含む急行が全列車豊中駅に停車[38]。
- 準急を廃止し、通勤急行（停車駅：宝塚駅 - 服部駅（現在の服部天神駅）間の各駅と十三駅・梅田駅）と通勤準急（停車駅：宝塚駅・箕面駅 - 豊中駅間の各駅と庄内駅 - 梅田駅間の各駅）を新設し、朝夕ラッシュ時に運行[38]。
- 能勢電鉄の山下 - 妙見口、山下 - 日生中央の日中の本数が増加[39]。

### 2000年代

#### 2000年（平成12年）6月4日改正
三国駅付近高架化事業と豊中市内連続立体交差事業の完成に伴うダイヤ改正。
- 特急が昼間時でも運行開始[40]。
- 最高速度を90km/hから100km/hに引き上げ、梅田 - 宝塚間の所要時間が29分に短縮[40]。
- 特急「日生エクスプレス」の所要時間短縮、下り1本を増発[40]。
- 通勤急行と通勤準急を廃止し、準急（停車駅：宝塚駅・箕面駅 - 豊中駅間の各駅と十三駅・梅田駅）を新設。

#### 2003年（平成15年）8月30日改正
- 昼間時での特急の運行を中止し、蛍池、雲雀丘花屋敷駅を停車駅に追加した快速急行を新設[40]。
- 急行が蛍池駅に停車[40]。
- 特急「日生エクスプレス」が池田駅に停車[37]。上り4本、下り3本を増発し7往復とする[37]。
- 通勤特急を廃止。通勤急行（ダイヤ改正前の急行と同じ停車駅）と通勤準急（ダイヤ改正後の急行と同じ停車駅）を新設し、準急の停車駅に岡町、曽根、中津を追加。

#### 2006年（平成18年）10月28日改正
- 快速急行の運転を中止し、昼間時は急行を10分間隔で運行[41]。
- 宝塚線と今津線・能勢電鉄線との接続を改善[41]。

### 2010年代

#### 2015年（平成27年）3月21日改正
- 特急「日生エクスプレス」の川西能勢口駅での増結を取りやめ、全区間8両編成で運行し、速達性を向上[42]。
- 通勤急行を廃止し、通勤特急を新設。停車駅は通勤急行と同じ川西能勢口、池田、石橋、豊中、十三、梅田となる。平日朝ラッシュに川西能勢口発梅田行きの10両編成5本が設定される[42]。能勢電鉄線では、妙見急行を通勤特急に接続[43]。
- 通勤特急の最宝塚方に女性専用車両を設定[42]。
- 通勤準急を廃止し、準急に変更[42]。
- 平日昼間時間帯および土休日について、一部の駅間の所要時間を短縮[42]。
- 平日夕ラッシュの梅田駅の発着ホームを変更[42]。
- 能勢電鉄線では、平日8時30分 - 9時30分、土曜朝ラッシュに川西能勢口に到着する列車を減便。土曜・日・祝日の妙見口・日生中央発最終列車を繰り上げ[43]。

#### 2017年（平成29年）3月18日改正
能勢電鉄線のみの改正。
- 妙見急行、日生急行を廃止し、普通列車に置き換え[44]。
- 平日朝ラッシュの減便と、平野発川西能勢口行き普通の新設[44]。
- 平日18時台の川西能勢口発日生中央行き普通を1本減便[44]。
- 土曜朝ラッシュの減便と、宝塚本線への乗り継ぎの改善[44]。

#### 2018年（平成30年）7月7日改正
- 箕面線と宝塚本線の直通列車が、平日朝ラッシュ時の梅田行き普通2本のみとなる。
- 平日朝ラッシュの通勤特急を1本増発[45]。
- 平日夕方の梅田駅発列車について、普通箕面行きを急行雲雀丘花屋敷行きに置き換え。また、普通雲雀丘花屋敷行きを川西能勢口行きに短縮[45]。
- 土休日19時台、20時台の運転間隔を10分間隔から12分間隔に変更[45]。これに伴い能勢電鉄線の運転間隔も変更[46]。
- 能勢電鉄線では、平日早朝に平野発川西能勢口行き普通および折り返し川西能勢口発妙見口行き普通を新設し始発を繰り上げ。また平日8時台の妙見口発列車を増便[46]。

### 2020年代

#### 2021年（令和3年）3月13日変更
宝塚本線のみの変更。
- 最終列車の大阪梅田発雲雀丘花屋敷行き普通を15分繰り上げ、0時10分発とする[27]。
- 最終列車の宝塚発大阪梅田行き普通を平日は13分繰り上げ23時34分発に、土休日は20分繰り上げ23時26分発とする[27]。

#### 2022年（令和4年）12月17日改正
- 通勤特急を8両編成に変更し、1本増発[29]。これにより宝塚本線での10両編成での運行を取りやめ[28]。
- 箕面線と宝塚本線の直通を取りやめ[29]。
- 平日朝ラッシュの箕面線と宝塚本線（大阪梅田方面）の接続時間を延長[29]。
- 平日深夜の大阪梅田発の運転間隔を、21・22時台は10分間隔から12分間隔、23時台は12分間隔から15分間隔に改める[28][29]。これに伴い能勢電鉄線の運転間隔も変更[47]。
- 能勢電鉄線を含め、最終列車を繰り上げ[28][29][47]。
- 能勢電鉄線では、川西能勢口 - 妙見口直通列車（山下で日生中央方面に接続）のほとんどを川西能勢口 - 日生中央直通列車（山下で妙見口方面に接続）に置き換え。土曜ダイヤを廃止し土休日ダイヤに統合。平日朝ラッシュの減便、平日夕ラッシュの運転間隔調整、休日朝の増便と運転間隔調整を実施[47]。

#### 2025年（令和7年）2月22日改正
宝塚本線系統・能勢電鉄共に、平日の朝および夕方時間帯を中心に変更。
- 平日朝の普通の運転パターンを変更。
- 平日夕方の大阪梅田発宝塚行き急行を通勤急行（新設）に変更し、曽根駅と岡町駅に新たに停車。
- 大阪梅田方面から石橋阪大前駅で箕面線に接続する列車を宝塚行き急行から特急日生エクスプレスまたは雲雀丘花屋敷行き急行に変更し、所要時間を短縮。
- 山下駅での妙見線と日生線相互間との接続を改善。

## 神戸本線系統のダイヤ改正の変遷

### 1960年代

#### 1968年（昭和43年）4月7日改正
神戸高速鉄道開業に伴うダイヤ改正。
- 須磨浦公園行きの特急2本、高速神戸行きの特急4本で運行[30]。
- 山陽特急を六甲まで乗り入れ[30]。

### 1970年代

#### 1970年（昭和45年）12月14日改正
- 須磨浦公園行きの特急を3本増発[30]。

#### 1974年（昭和49年）12月1日改正
- 新開地行きの特急1本増発[30]。
- 普通が六甲で退避[30]。

### 1980年代

#### 1980年（昭和55年）3月16日改正
- 園田駅付近高架化事業の完成により、運転時間の短縮[50]。
- 7両編成の普通を8両編成に変更[50]。

#### 1982年（昭和57年）2月8日改正
- 朝ラッシュ時に武庫之荘発の普通（西宮車庫から直接回送）を一本増発[51]。
- 伊丹線に大型車両4両連結運転開始[32][52]。なお、3月29日には甲陽線に大型車両3両連結運転開始[52]。

#### 1984年（昭和59年）3月25日改正
- 今津線を西宮北口駅で分断し、今津～西宮北口間は3両編成での運行、西宮北口～宝塚間は6両編成での運行となる。
- 新開地発着の特急を増発。
- 須磨浦公園発着の特急を普通に変更し、休日時における特急は全て8両編成に統一。

#### 1985年（昭和60年）11月18日改正
- 朝ラッシュ時における特急上下2本が10両編成で運行[33]。

#### 1987年（昭和62年）12月13日改正
西宮北口駅における駅舎改築工事の完成に伴うダイヤ改正。
- 快速急行の新設[53]。
- 朝ラッシュ時において、上りの特急1本が10両編成で運行し、新たに上りの急行3本が10両編成で運行[53]。
- 新開地発着の特急が大幅に増加し、全ての特急が8両編成で統一[53]。
- 深夜時間帯において、上りの特急1本を増発[53]。

#### 1988年（昭和63年）12月18日改正
- 朝ラッシュ時における特急上下2本、急行上下2本が10両編成で運行。

### 1990年代

#### 1991年（平成3年）4月7日改正
- 21時台のダイヤでは特急を1本増発し、12分間隔での運行に変更[35]。
- 急行、普通の増発[35]。
- 最終列車の繰り下げ[35]。

#### 1993年（平成5年）7月18日改正
- 昼間時の特急が梅田～三宮間の所要時間が25分にスピードアップ[35]。
- 土曜ダイヤを導入[35]。

#### 1995年（平成7年）6月12日改正
阪神淡路大震災で不通になっていた神戸線の開通に伴うダイヤ改正。
- 特急および快速急行が終日岡本駅に停車[54]。
- 通勤特急と通勤急行の新設[54]。
- 日中における普通の六甲駅での特急待避の中止[55]。
- 10両編成の列車の増発、通勤急行の10両編成増結に8200系電車が座席収納で使用開始[54]。
- 平日夕方ラッシュ時に、今津線経由の梅田発宝塚行き準急を3本新設。

#### 1998年（平成10年）2月15日改正
- 神戸本線の列車の運転区間が梅田～新開地間となる[56]。
- 山陽乗り入れの列車は三宮までの運行となる[41]。
- 神戸線の列車を朝ラッシュ時以外全て8両編成に統一[41][注釈 5]。
- 早朝時間帯と夜間時間帯において、特急、通勤特急、急行を増発[41]。

### 2000年代

#### 2001年（平成13年）3月10日改正
- 夕ラッシュ時のダイヤパターンの大幅変更を実施。
  - 通勤急行を夕方ラッシュ時にも設定。
  - それまでの特急、急行、普通2本（梅田 - 三宮間と梅田 - 西宮北口間）による12分サイクルから、特急、通勤急行（下りのみ。三宮行き）、普通（梅田 - 西宮北口間と上りのみ三宮発梅田行き）による10分サイクルに変更。これにより西宮北口 - 三宮間の特急を増発。下りは急行を通勤急行に変更し、武庫之荘駅の停車本数を増加。普通の園田駅での待避を解消し、西宮北口駅までは全ての列車を先着化。また、西宮北口駅から先も、三宮駅まで全ての列車を先着化。
  - 夕ラッシュ時における梅田発（今津線経由）宝塚行き準急の運行を取りやめ。
- 深夜時間帯において、通勤急行、普通を増発し、10分間隔に変更。

#### 2006年（平成18年）10月28日改正
- 特急、通勤特急の終日夙川駅に停車[41]。
- 甲陽線の列車の増発[41]。
- 新型ATSの導入により、最高速度が110km/hから115km/hにアップ[41]。

#### 2009年（平成21年）3月20日変更
阪神なんば線開業による阪神電気鉄道のダイヤ改正に伴うダイヤ変更。
- 午前4時台に西宮北口発梅田行き普通を1本増発[57]。
- 昼間時間帯の今津線（今津 - 西宮北口）の発着時刻を変更し、阪神線との接続を見直し[57]。
- 土休日の19時台に梅田発西宮北口行き普通を1本増発[57]。
- 深夜時間帯の新開地発西宮北口行き特急を快速急行に変更[57]。
- 甲陽線、今津線（今津 - 西宮北口）から梅田駅への最終連絡を繰り下げ[57]。

### 2010年代

#### 2012年（平成24年）3月20日変更
阪神電気鉄道のダイヤ改正に伴うダイヤ変更。
- 梅田 - 高速神戸の列車1往復を新開地駅発着に延長[58]。
- 梅田 - 新開地の列車平日1往復、土休日2往復を高速神戸駅発着に短縮[58]。

#### 2016年（平成28年）3月19日改正
- 平日朝ラッシュに運行されていた、新開地駅を8両で出発し、神戸三宮駅で2両を増結する通勤特急について、新開地 - 神戸三宮間の運転および神戸三宮駅での増結を取りやめ、全区間で10両編成での運転とする[59]。
- 平日朝ラッシュに運行される10両編成の通勤特急の最神戸方の車両を女性専用車両とする[59]。
- 平日朝ラッシュに運行されていた、神戸三宮駅を8両で出発し、西宮北口駅で2両を増結する通勤急行について、西宮北口駅での増結を取りやめ、全区間で8両編成での運転とする。また、新開地駅または高速神戸駅始発に延長する[59]。
- 平日朝ラッシュの西宮北口駅の発着ホームを変更[59]。
- 平日夕ラッシュの上り特急の所要時分を短縮[59]。
- 平日23時台の梅田発の快速急行、普通を1本ずつ増発し、接続する伊丹線、今津北線、甲陽線も増発[59]。

### 2020年代

#### 2020年（令和2年）3月14日変更
阪神電気鉄道、山陽電気鉄道のダイヤ改正に伴う発着時刻の変更。

#### 2021年（令和3年）3月13日変更
神戸本線、伊丹線の23時以降のみの変更。
- 最終列車の大阪梅田発西宮北口行き普通を16分繰り上げ、0時9分発とする[27]。
- 最終列車の神戸三宮発大阪梅田行き快速急行を16分繰り上げ、23時33分発とする[27]。
- 伊丹線の塚口発最終列車を14分繰り上げ、0時0分発とする。その他の発車時刻も変更する[27]。

#### 2022年（令和4年）12月17日改正
- 快速急行の種別名称を、準特急に改称する[28][29]。
- 特急の10両編成を取りやめ、8両編成とする[29]。
- 宝塚発今津線経由の準急大阪梅田行きについて、運転時間帯を約15分繰り上げる[29]。
- 平日深夜の大阪梅田発の運転間隔を、21・22時台は10分間隔から12分間隔、23時台前半は10分間隔から15分間隔に改める[28][29]。
- 最終列車を繰り上げる[28][29]。

#### 2025年（令和7年）2月22日改正
平日の朝および夕方時間帯を中心に変更。千鳥停車のダイヤパターンを導入することにより、混雑の平準化と運行間隔の調整を図った。
- 平日朝の大阪梅田行き特急を通勤特急に変更し、通勤特急は新開地駅または高速神戸駅始発に変更。
- 通勤特急の10両編成を取りやめ、8両編成とする[注釈 6]。
- 平日夕方含め通勤急行は快速（新設）に変更し、塚口駅を通過とし、通勤急行と比較して増発。また、平日夕方の下り普通は園田駅での待避を復活させた。
- 通勤特急8両編成化に伴う混雑の平準化のため、神戸三宮発大阪梅田行き快速、今津線経由の宝塚発大阪梅田行き準急、大阪梅田発西宮北口行き急行を増発する[62]。
- 平日朝の快速は神戸三宮発大阪梅田行きで運転し、快速及び準急は途中の各停車駅から大阪梅田駅まで先着することで混雑の平準化を図る。
- 平日夕方の特急を準特急に変更し、六甲駅に停車する列車の本数が増加。
- 平日深夜に神戸三宮発西宮北口行き普通を増発（最終列車の変更はしない）。